# Žalovaný
Žalovaný (odpůrce) (lat. reus, angl. defendant, fr. défendeur, něm. Beklagte) je ten, na něhož byla žalobcem podána u soudu žaloba a kdo se jí nyní brání.
Žalovaný je spolu se žalobcem stranou řízení, v němž má rozsáhlá procesní práva: může navrhovat důkazy na svou obranu a vyjadřovat se k provedeným důkazům, a před vynesením rozsudku se má právo – zásadně jako poslední – k žalobě vyjádřit.